# Open du Pays d'Aix 2025
L'Open du Pays d'Aix 2025 è stato un torneo maschile di tennis professionistico. È stata la 12ª edizione del torneo, facente parte della categoria Challenger 175 nell'ambito dell'ATP Challenger Tour 2025, con un montepremi di 227 000 €. Si è giocato dal 29 aprile al 4 maggio 2025 sui campi in terra rossa del Country Club Aixois di Aix-en-Provence, in Francia.

## Partecipanti

### Teste di serie
| Nazionalità | Giocatore          | Ranking* | Testa di serie |
| ----------- | ------------------ | -------- | -------------- |
| Australia   | Alexei Popyrin     | 26       | 1              |
| Italia      | Luciano Darderi    | 46       | 2              |
| Francia     | Quentin Halys      | 52       | 3              |
| Spagna      | Jaume Munar        | 53       | 4              |
| Italia      | Mattia Bellucci    | 66       | 5              |
| Francia     | Arthur Rinderknech | 76       | 6              |
| Francia     | Hugo Gaston        | 80       | 7              |
| Francia     | Corentin Moutet    | 82       | 8              |

* Ranking al 21 aprile 2025.

### Altri partecipanti
I seguenti giocatori hanno ricevuto una wild card per il tabellone principale:
- Arthur Géa
- Moïse Kouamé
- Stan Wawrinka

Il seguente giocatore è entrato in tabellone con il ranking protetto:
- Borna Gojo

I seguenti giocatori sono entrati in tabellone come alternate:
- Grégoire Barrère
- Ugo Blanchet
- Pierre-Hugues Herbert
- Kyrian Jacquet
- Pavel Kotov
- Otto Virtanen

I seguenti giocatori sono passati dalle qualificazioni:
- Ignacio Buse
- Valentin Vacherot
- Mark Lajal
- Albert Ramos Viñolas

## Punti e montepremi
| Torneo    | Torneo              | V      | F      | SF    | QF    | 2T    | 1T    | Q | Q2  | Q1  |
| Singolare | Punti               | 175    | 90     | 50    | 25    | 13    | 0     | 6 | 3   | 0   |
| Singolare | Premi in denaro (€) | 27,155 | 16,000 | 9,450 | 5,500 | 3,240 | 1,950 | – | 980 | 490 |
| Doppio    | Punti               | 175    | 90     | 50    | 25    | –     | 0     | – | –   | –   |
| Doppio    | Premi in denaro (€) | 11,680 | 6,775  | 4,065 | 2,410 | –     | 1,355 | – | –   | –   |

## Campioni

### Singolare
Borna Ćorić ha sconfitto in finale  Stan Wawrinka con il punteggio di 6(5)–7, 6–3, 7–6(4).

### Doppio
Robert Cash /  James Tracy hanno sconfitto in finale  Théo Arribagé /  Hugo Nys con il punteggio di 7–5, 7–6(5).